# Protobaicalina hageni
Protobaicalina hageni là một loài Trichoptera trong họ Apataniidae. Chúng phân bố ở miền Cổ bắc.